# Stylefile Magazine
Stylefile Magazine är ett tyskt magasin vars innehåll i huvudsak är ägnat åt graffiti.